# 弗里特冰川
弗里特冰川（英語：Fritter Glacier），是南極洲的冰川，位於維多利亞地的斯科特海岸，處於岡維爾與凱斯山脈，流經柯蒂斯山和詹森山，最終注入威爾遜皮德蒙特冰川，現時由南極條約體系管理。